# Pomezia
Pomezia är en ort och kommun i storstadsregionen Rom, innan 2015 provinsen Rom, i regionen Lazio i Italien. Kommunen hade 63 792 invånare (2018) och gränsar till kommunerna Albano Laziale, Aprilia, Ardea och  Rom.
En av kommunens frazioni heter Pratica di Mare och ligger på samma plats som den antika hamnstaden Lavinium.